# Sojuz TMA-19
Sojuz TMA-19 (ryska: Союз ТMA-19) var en flygning i det ryska rymdprogrammet. Flygningen gick till Internationella rymdstationen. Farkosten sköts upp från Kosmodromen i Bajkonur med en Sojuz-FG-raket den 15 juni 2010. Man dockade med rymdstationen den 17 juni 2010.
Den 28 juni 2010 flyttade man farkosten från Zvezdamodulens akterport, till Rassvetmodulens nadirport. 
Efter att ha tillbringat 163 dagar i rymden lämnade farkosten rymdstationen den 26 november 2010. Några timmar senare återinträdde den i jordens atmosfär och landade i Kazakstan.
I och med att farkosten lämnade rymdstationen var Expedition 25 avslutad.